# Tumba de Maimónides
Según la tradición judía, la tumba de Maimónides (en hebreo: קבר הרמב"ם‎ translit. Kever ha-Rambam) se encuentra ubicada en la zona central de Tiberíades, sobre la costa oeste del mar de Galilea, en Israel. Maimónides había fallecido en Fustat, Egipto el 20 de diciembre de 1204, donde se cree fue sepultado durante un breve lapso de tiempo antes de ser trasladado y recibir sepultura en Tiberíades.
La tumba de Maimónides es uno de los sitios más importantes de peregrinaje judío en Israel, y una de las atracciones turísticas más populares de Tiberíades. En el mismo complejo funerario también están sepultados los rabinos Yochanan ben Zakai, un tanaim del período del Segundo Templo, e Isaiah Horowitz, un místico de los siglos XVI-XVII.

## Leyendas
Se cuentan numerosas leyendas sobre la sepultura de Maimónides. Según la tradición judía, sus huesos se colocaron durante una semana en un pequeño altar donde él solía estudiar y curar personas. Mientras que hay quienes creen que sus huesos nunca salieron de Egipto, otros creen que el sitio de la sepultura permanente es en la costa oeste del mar de Galilea, donde se encuentra emplazada en la actualidad la ciudad de Tiberíades. Otra leyenda dice que un grupo de beduinos que estaban dispuestos a atacar el cortejo fúnebre mientras atravesaba el desierto "se agarraron la cabeza de vergüenza" en el momento de darse cuenta de que era el funeral del hombre que los había cuidado a ellos y sus familias sin pedir nada a cambio, y por lo tanto decidieron formar una guardia protectora para la procesión en su viaje a Galilea.
Otra leyenda fue recogida por Joseph ben Isaac Sambari, un cronista judío-egipcio del siglo XVII, que probablemente vivió entre 1640 y 1703. En uno de sus libros, Sambari cuenta una anécdota sobre las personas que portaban su cuerpo hacia el mar de Galilea para su sepultura permanente, según la cual, aparentemente se olvidaron un hueso de uno de sus dedos del pie en la sinagoga Maimónides, que hasta entonces era denominada sinagoga de los judíos occidentales (tunecinos). Posteriormente, una de las personas que transportó el cuerpo soñó que un hombre sabio de Egipto le recordaba el hueso olvidado. El hueso del dedo del pie fue recobrado y se enterró al lado del cuerpo.

## Lugar de la tumba

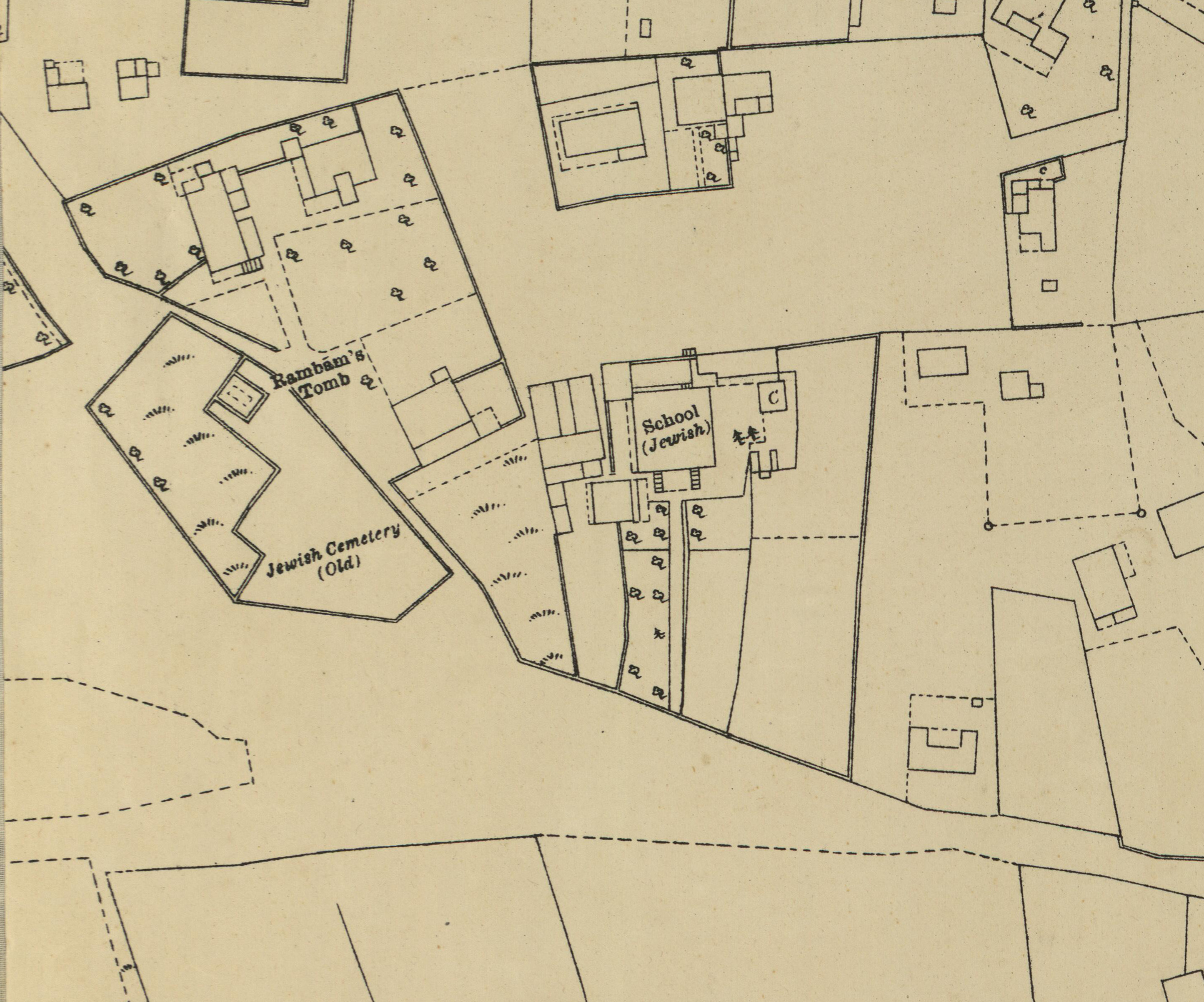
Tumba de Maimónides según un mapa de 1930.

Las primeras fuentes que indican que Maimónides fue enterrado en Tiberíades es el historiador árabe Al-Qifti (1172-1248), y su opinión está corroborada por una gran cantidad de crónicas de entre los siglos XIII y XV. El primero que cuestionó este hecho fue Samuel Shullam, quien escribió que "está enterrado en Tiberíades o, como algunos dicen, está enterrado en la Tumba de los Patriarcas en Hebrón". La mayoría de eruditos modernos coinciden en que Maimónides está enterrado en Tiberíades, aunque Armand Kaminka declaró que su cuerpo nunca abandonó Egipto.
El rabino Ya'akov Moshe Toledano compró los terrenos alrededor de la tumba en 1920, pasando a propiedad judía.

### Excavaciones israelíes

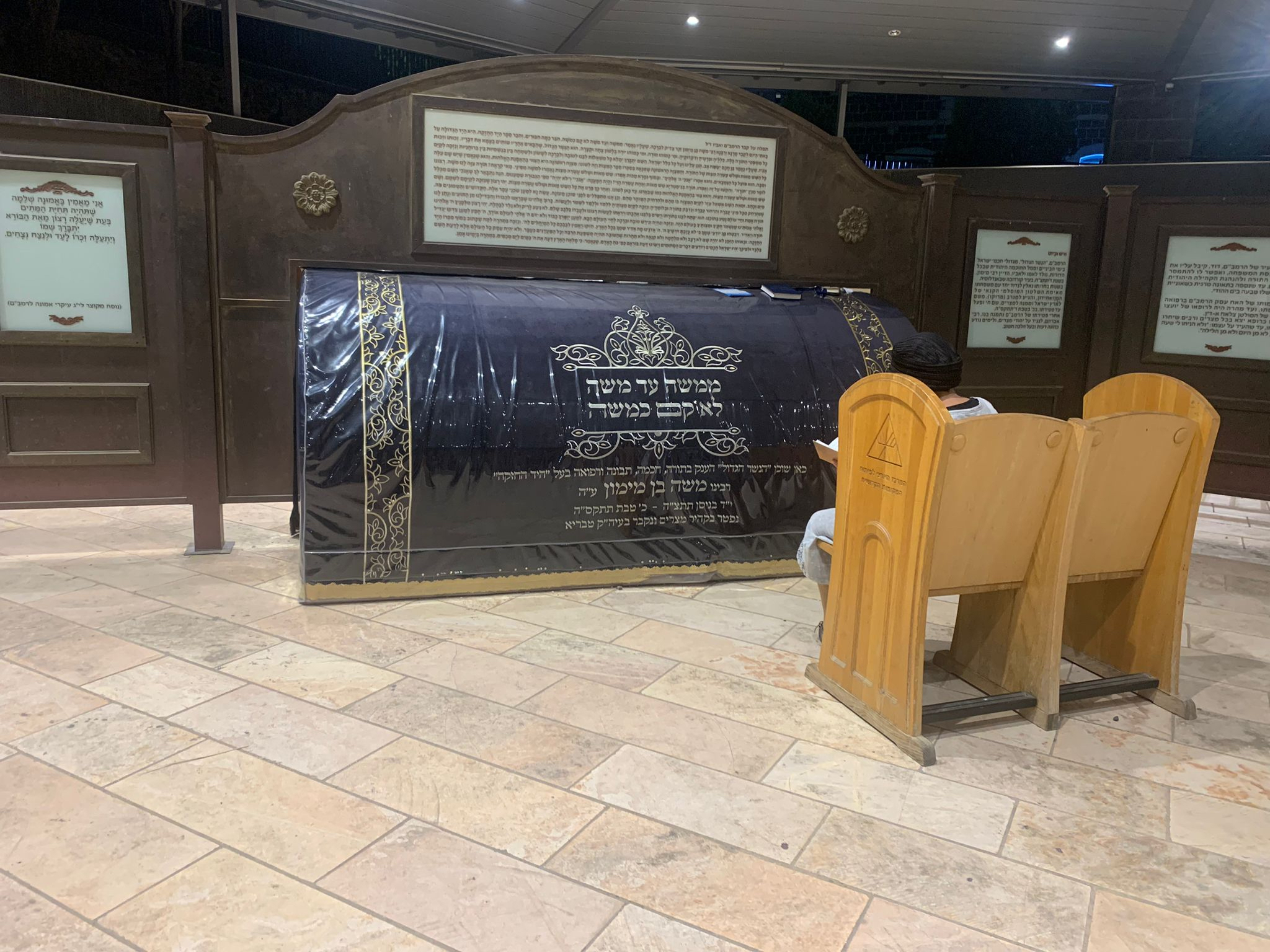
Tumba de Maimónides en 2023.

A finales de 1955 el Ministerio de Servicios Religiosos de Israel comenzó a excavar en el sitio funerario, descubriéndose más enterramientos de los esperados alrededor de la tumba de Maimónides. A pesar de los descubrimientos, el Departamento de la Compañía de Carreteras Nacionales de Israel continuó las obras, lo que provocó las protestas de los ciudadanos y de las comunidades religiosas judías del país. Llegaron voluntarios de Neturei Karta que se turnaban durante el día para proteger las tumbas y evitar que los trabajadores gubernamentales y arqueólogos se acercaran a los restos. También voluntarios de Bnei Brak se unieron a los anteriores y celebraron manifestaciones en Tiberíades para atraer a la opinión pública.
Cuando uno de los tractores del gobierno golpeó la tumba de Isaiah Horowitz, los voluntarios obligaron al conductor a abandonar la zona. Después de este golpe a la tumba, el gobierno se vio obligado a suspender las obras en el complejo funerario. 
Más tarde, se erigió una gran estructura metálica sobre la zona funeraria, simbolizando una corona e indicando el gran respeto hacia Maimónides en la tradición judía.